# Кингстон, Алекс
Александра Элизабет Кингстон (англ. Alexandra Elizabeth Kingston; род. 11 марта 1963 года, Эпсом, Суррей, Англия, Великобритания) — английская актриса, наиболее известная своими ролями в сериалах «Доктор Кто», «Скорая помощь» и «Открытие ведьм».

## Биография
Алекс Кингстон родилась и выросла в городе Эпсом, графство Суррей, Англия. Она старшая из трёх дочерей мясника Энтони Кингстона. Впервые она познакомилась с театром, когда вместе со своей семьей приехала на родину матери в Германию и увидела своего дядю, актёра, на сцене.
Её собственный актёрский дебют состоялся в 5 лет, когда она сыграла ангела Гавриила в школьной постановке. «Мама сделала мне огромные крылья, — рассказывает Алекс, — а те дети, у кого крыльев не было, очень мне завидовали. Я была очень взволнована, но потом сильно расстроилась, узнав, что Гавриил на самом деле — мужчина».
В желании Кингстон продолжать сценическую карьеру её поддерживала учительница английского языка из школы для девочек в Эпсоне, где Алекс училась и часто играла главные роли в местных постановках. Свою первую профессиональную роль Алекс получила в возрасте 15 лет. Она играла дзюдоистку в популярном английском телесериале «Грэндж Хилл».
Окончив школу, Алекс переехала в Лондон и поступила в Королевскую академию драматического искусства, где и познакомилась со своим будущим мужем, актёром Рэйфом Файнсом.

## Карьера
После окончания учёбы, в конце 1980-х, Алекс вступила в Королевскую шекспировскую компанию, в составе которой исколесила всю Англию, появляясь в таких спектаклях, как «Много шума из ничего», «Король Лир» и «Отелло». Также она участвовала в постановках Бирмингемской театральной труппы — «Алхимик», «Юлий Цезарь», «Бродячие игроки», «Спасённый» и других.
Исполняя классические роли на сцене, Кингстон также играла современных персонажей на британском телевидении. На её счету участие в таких сериалах, как «Чисто английское убийство», «Обувь из крокодиловой кожи» и «Стук». Её дебют в художественном кино произошёл в 1989 году, когда она снялась в полнометражном фильме «Повар, вор, его жена и её любовник». Затем последовали роли в кинолентах «Булавка для бабочки», «В стане врага», «Крупье» и «Королева воинов».

Алекс в роли Ривер Сонг в культовом научно-фантастическом телесериале «Доктор Кто».

Участие в телевизионном фильме «Успехи и неудачи Молл Фландерс» по классическому роману Даниеля Дефо стало поворотным событием в её жизни. Её главная роль сильной женщины помогла Алекс побороть депрессию, вызванную разводом с мужем, а также привлекла внимание продюсеров американского сериала «Скорая помощь», которые как раз искали новые лица. Роль британского хирурга Элизабет Кордей сделала актрису настоящей мировой знаменитостью.
В 2008 году Алекс сыграла профессора Ривер Сонг в двух сериях четвёртого сезона популярного телесериала «Доктор Кто» под названиями «Тишина в библиотеке» и «Лес мертвецов» и с тех пор стала возвращающейся героиней сериала.
В начале 2013 она приняла участие в нескольких сериях супергеройского телесериала «Стрела», исполнив роль матери одних из главных героинь проекта — Лорел и Сары Лэнс. Позднее Алекс вновь повторила свою роль в 2014 и 2016 годах.

## Личная жизнь
Кингстон познакомилась с актёром Рэйфом Файнсом, когда они оба обучались в Королевской академии драматического искусства. Они были вместе 10 лет, прежде чем пожениться 5 сентября 1993 года. В 1995 году у Файнса завязался роман с актрисой и коллегой по «Гамлету» Франческой Аннис и он ушёл от Кингстон в следующем году; они развелись 28 октября 1997 года.
29 декабря 1998 года Кингстон вышла замуж за писателя и фриланс-журналиста Флориана Хертеля, познакомившись с ним годом ранее на свидании вслепую, устроенном друзьями. Они поженились в конце 1998 года. 28 марта 2001 года у них родилась дочь — Саломи Виолетта Хертель. Кингстон и Хертель расстались в 2009 году. 30 октября 2009 года Хертель подал на развод с Кингстон.
18 июля 2015 года Кингстон вышла замуж за продюсера Джонатана Стэмпа. Свадебная церемония была проведена в Риме, Италия.

## Фильмография
| Год       |     | Русское название                   | Оригинальное название                         | Роль                     |
| --------- | --- | ---------------------------------- | --------------------------------------------- | ------------------------ |
| 1980      | ф   | Дикие кошки Сент-Триниан           | The Wildcats of St. Trinian’s                 | школьница                |
| 1980      | с   | Грэндж Хилл                        | Grange Hill                                   | Джилл Харкорт            |
| 1987      | с   | Убийство на бирже                  | A Killing on the Exchange                     | Эллен                    |
| 1988—1995 | с   | Чисто английское убийство          | The Bill                                      | различные роли           |
| 1989      | с   | Ханней                             | Hanney                                        | Кирстен Ларссен          |
| 1989      | с   |                                    | The Play on One                               | Даниэлла                 |
| 1989      | ф   | Повар, вор, его жена и её любовник | The Cook, the Thief, His Wife & Her Lover     | Адель                    |
| 1992      | с   | Ковингтон Кросс                    | Covington Cross                               | Хелен                    |
| 1993      | тф  | Иностранные дела                   | Foreign Affairs                               | актриса                  |
| 1993      | с   | Солдат, солдат                     | Soldier Soldier                               | Урсула Крёлинг           |
| 1994      | тф  | Женщина волка                      | Woman of the Wolf                             | женщина                  |
| 1989      | ф   | Булавка для бабочки                | A Pin for the Butterfly                       |                          |
| 1994      | с   | Крокодильи ботинки                 | Crocodile Shoes                               | Кэролин Кэррисон         |
| 1995      | ф   | Каррингтон                         | Carrington                                    | Фрэнсис Партидж          |
| 1995      | ф   | В стане врага                      | The Infiltrator                               | Анна                     |
| 1996      | с   | Стук                               | The Knock                                     | Кэтрин Робертс           |
| 1996      | тф  | Успехи и неудачи Молл Фландерс     | The Fortunes and Misfortunes of Moll Flanders | Молл Фландерс            |
| 1996      | ф   | Сент-Экзюпери                      | Saint-Ex                                      | Шикарный гость вечеринки |
| 1997      | тф  | Оружие массового уничтожения       | Weapons of Mass Distraction                   | Верити Грэм              |
| 1997—2009 | с   | Скорая помощь                      | ER                                            | доктор Элизабет Кордей   |
| 1998      | ф   | Крупье                             | Croupier                                      | Яни де Вилье             |
| 1999      | ф   | Этот космос между нами             | This Space Between Us                         | Питернелль               |
| 2000      | ф   | Парни из Эссекса                   | Essex Boys                                    | Лиза Локк                |
| 2003      | ф   | Королева против Рима               | Boudica                                       | Боудикка                 |
| 2005      | тф  | Приключения Посейдона              | The Poseidon Adventure                        | Сюзанн Харрисон          |
| 2005      | ф   | Рождённые ветром                   | Sweet Land                                    | Brownie                  |
| 2005      | с   | Без следа                          | Without a Trace                               | Люси Костин              |
| 2006      | ф   | Альфа Дог                          | Alpha Dog                                     | Тиффани Хартуниан        |
| 2007      | ф   |                                    | Crashing                                      | Диана Фрид               |
| 2008      | с   | Замораживание                      | Freezing                                      | Серена Уилсон            |
| 2008      | с   | Ожившая книга Джейн Остин          | Lost in Austen                                | миссис Беннетт           |
| 2008      | с   | C.S.I.: Место преступления         | CSI: Crime Scene Investigation                | доктор Патрисия Элуикк   |
| 2008—2015 | с   | Доктор Кто                         | Doctor Who                                    | Ривер Сонг               |
| 2009      | ф   | Противные вещи                     | Sordid Things                                 | Ив Манчестер             |
| 2009      | с   | Лепестки надежды                   | Hope Springs                                  | Элли Лагден              |
| 2009      | с   | Вспомни, что будет                 | FlashForward                                  | инспектор Фиона Бэнкс    |
| 2010      | мтф | Бен Гур                            | Ben Hur                                       | Руфь                     |
| 2011      | ф   | Как сумасшедший                    | Like Crazy                                    | Джеки                    |
| 2011      | с   | Частная практика                   | Private Practice                              | Марла Томпкинс           |
| 2011      | с   | Дом на окраине                     | Marchlands                                    | Хелен Мэйнард            |
| 2012      | с   | Вверх и вниз по лестнице           | Upstairs Downstairs                           | доктор Бланш Моттерсхед  |
| 2012      | с   | Морская полиция: Спецотдел         | NCIS                                          | Миранда Пеннебейкер      |
| 2012      | с   | Родословная семьи                  | Who Do You Think You Are?                     | в роли самой себя        |
| 2013—2016 | с   | Стрела                             | The Arrow                                     | Дина Лэнс                |
| 2014      | с   | В погоне за тенями                 | Chasing Shadows                               | Рут Хэттерсли            |
| 2015      | с   | Американская одиссея               | American Odyssey                              | Дженнифер                |
| 2015      | ф   | Буковски                           | Bukowski                                      | Катарина Буковски        |
| 2015      | ф   | Если ты увидишь её                 | Happily Ever After                            | Рия                      |
| 2016      | с   | Девочки Гилмор: Год из жизни       | Gilmore Girls: A Year in the Life             | Наоми Шропшер            |
| 2018—2022 | с   | Открытие ведьм                     | A Discovery of Witches                        | Сара Бишоп               |
| 2018      | с   | Вдова                              | Widow                                         | Джудит Грей              |